# Liechtenstein en los Juegos Olímpicos de Berlín 1936
Liechtenstein estuvo representado en los Juegos Olímpicos de Berlín 1936 por seis deportistas masculinos que compitieron en tres disciplinas.
El portador de la bandera en la ceremonia de apertura fue el atleta Oskar Ospelt. El equipo olímpico liechtensteiniano no obtuvo ninguna medalla en estos Juegos.
En estos Juegos fue cuando descubrieron que su bandera era idéntica que la Bandera de Haití, lo que llevó a incluir la corona, un año después, en la bandera de Liechtenstein.